# エヴァネッセンス
エヴァネッセンス（Evanescence）は、アメリカ合衆国アーカンソー州リトルロック出身のロックバンド。エイミー・リーとベン・ムーディーを中心に結成された。
2003年、インディーズレーベルのワインド-アップ・レコーズよりレコード・デビュー。1stアルバム『フォールン』は全世界で1500万枚を売り上げ、グラミー賞2部門を獲得して一躍スターとなった。その後、設立者の一人であるムーディーが脱退するなど、メンバー・チェンジを繰り返しながら活動中。

## 経歴

### 結成、デビューまで

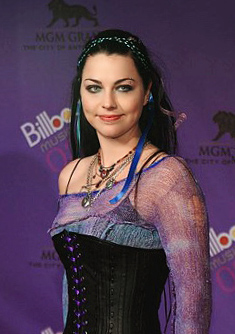
エイミー・リー(Vo/P) 2003年

バンドのロゴ

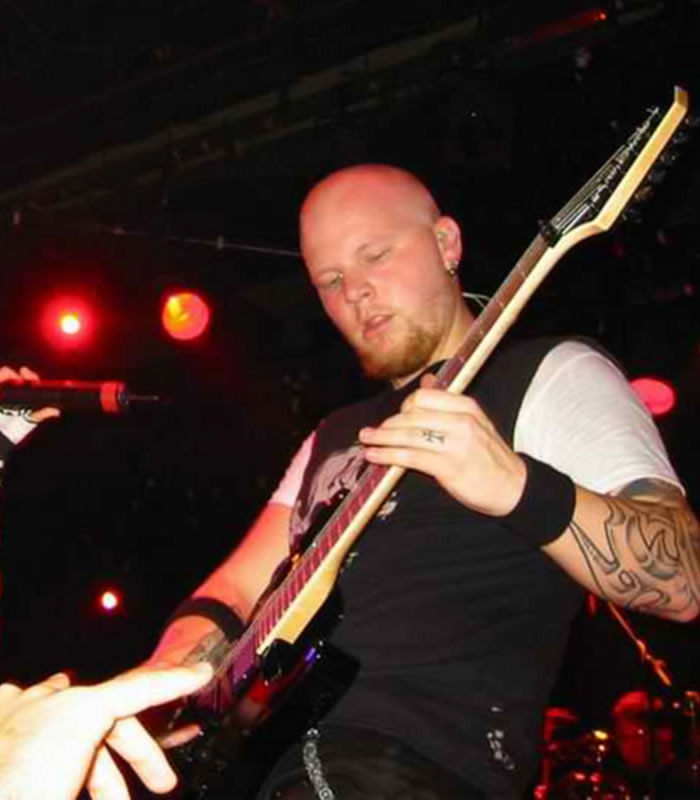
ベン・ムーディー(G) 2003年

エヴァネッセンスは、エイミー・リーとベン・ムーディーが中学時代に出会ったことに始まる。リーがユース・キャンプ中のレクリエーションでミート・ローフの「愛にすべてを捧ぐ (I'd Do Anything For Love)」（『地獄のロック・ライダーII』収録）をピアノで弾き語りしているのに惹かれ、ムーディーが一緒にバンドをやろうと持ちかけたのだ。
リーとムーディーを中心に 『Evanescence EP』（1998年）、『Sound Asleep EP / Whisper EP』（1999年）を Big Wig Entertainment より、リリース。この内、共作第2作目「Understanding」が地元ラジオ局でチャート・インするという幸運に恵まれる。しかし、この時は他にバンドメンバーもおらず、ライブなどの活動を満足に行えずにいた。続いて2000年に、キーボーディストとしてデヴィッド・ホッジスを迎えて3人となった彼らは『Origin』を発表する。
メジャー・デビュー前の3作『Evanescence EP』『Sound Asleep EP / Whisper EP』『Origin』は、リー自身がデモ集と位置づけており、正確にはアルバムとは認識されていない。しかし、これらは初期の彼らを知る重要な作品であり、しかも再発売の予定が全くないため、海賊版の取引が横行している。そのため、リーはファンサイトでダウンロードするなどして、入手するようにインタビューなどで繰り返し勧めている。これらを購入する行為は、海賊版の販売者が利益を得るに過ぎないためである。

### フォールン

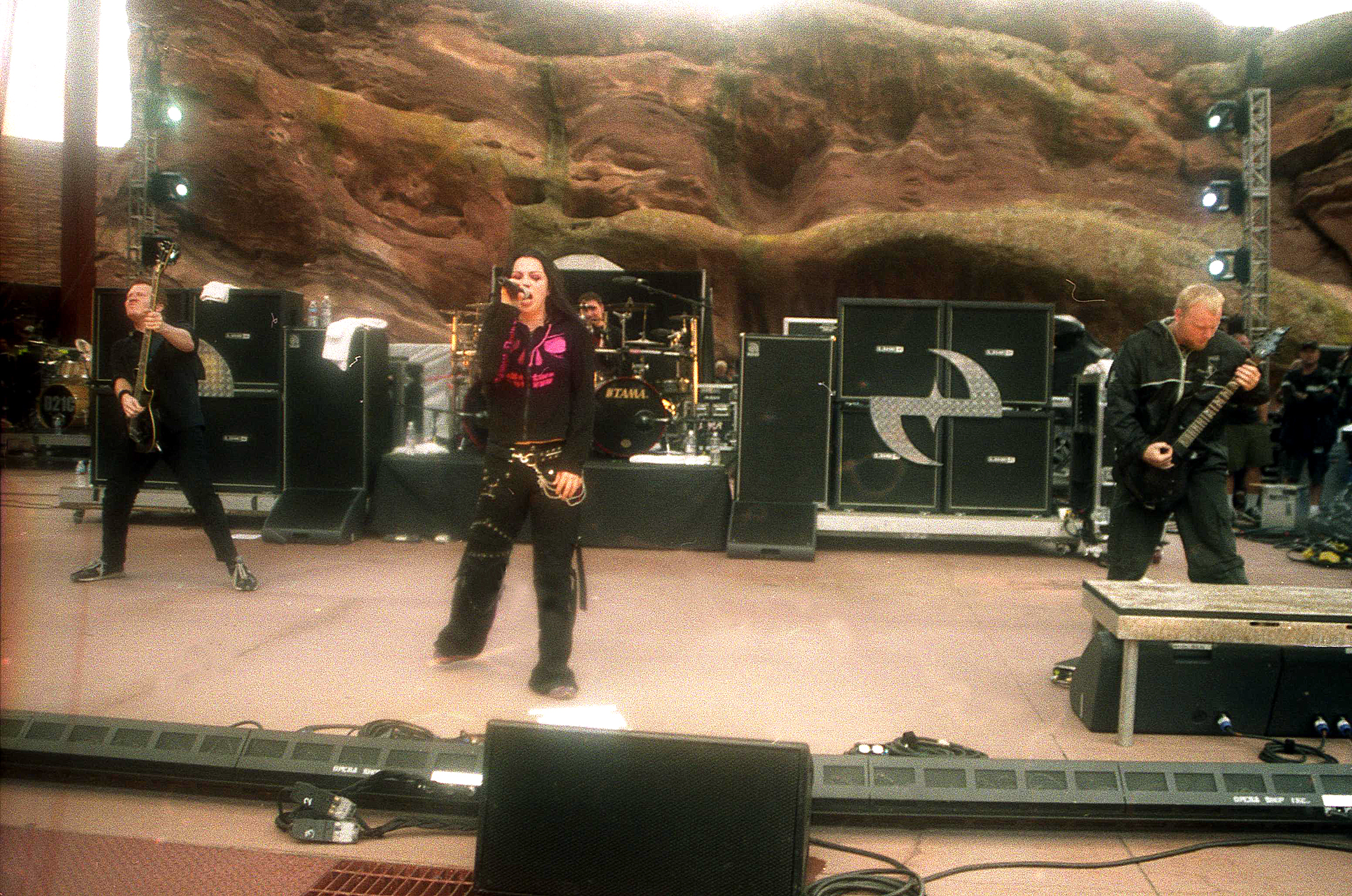
『フォールン』ツアー (2003年)

ワインド-アップ・レコーズと契約した3人は、2002年にアルバム『フォールン』のレコーディングを開始。12月29日に、ホッジスが脱退するもアルバムを完成させ、2003年3月4日に同作品でアメリカ・デビューとなった。アルバムからのリード・シングル「ブリング・ミー・トゥ・ライフ (Bring Me To Life)」が映画『デアデビル』のサントラに使用されたこともあり、大ヒットを記録。世界で1400万枚のセールスを記録した。グラミー賞では最優秀新人賞と最優秀ハードロック・パフォーマンス賞を受賞。
遅れて6月25日にアルバムが発売となった日本でも人気に火がつき、ゴールドディスク獲得、さらに日本ゴールドディスク大賞ではニュー・アーティスト・オブ・ザ・イヤーを受賞した。

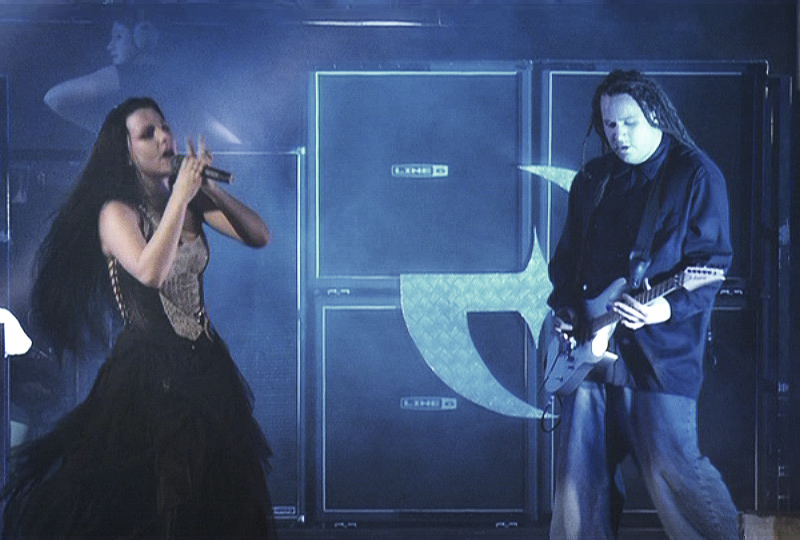
左エイミー・リー(Vo/P) 右テリー・バルサモ(G) 2004年5月

エイミー・リーとベン・ムーディーは、ギタリストとしてジョン・ルコンプ、さらにデモの録音などにも携わったドラムスのロッキー・グレイ、ベースのウィル・ボイドを加えた5人体制でバンドを固め、プロモーションとツアーを始める。しかしその最中、ヨーロッパツアー中の2003年10月22日、ムーディーがバンドから出奔するという事件が起こる。ギタリストでコンポーザーでもあるムーディーを失う痛手を受けつつもバンドはツアーを強行し、後任にはコールドのテリー・バルサモを迎えた。なおバンド脱退の理由についてムーディーは「創造性の相違」などを語っていたが、後に双極性障害なども理由であったことを告白している。
新たなラインナップとなったエヴァネッセンスは、パリでのライブを『エニウエア・バット・ホーム』として2004年に発売した。

### ザ・オープン・ドア

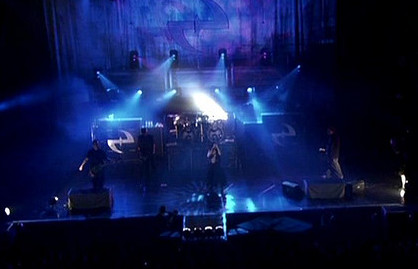
『ザ・オープン・ドア』ツアー (2006年)

ファースト・アルバム『フォールン』発売より3年の月日を経て、セカンド・アルバム『ザ・オープン・ドア』が2006年9月27日に日本先行発売、欧米は2006年10月3日に発売された。全米1位、全英2位を獲得する。アメリカでの初動売上は、40万枚前後を記録。アルバムからの先行1stシングルは、8月にラジオ・オンエアを解禁された「コール・ミー・ホウェン・ユー・アー・ソバー (Call Me When You're Sober)」となった。

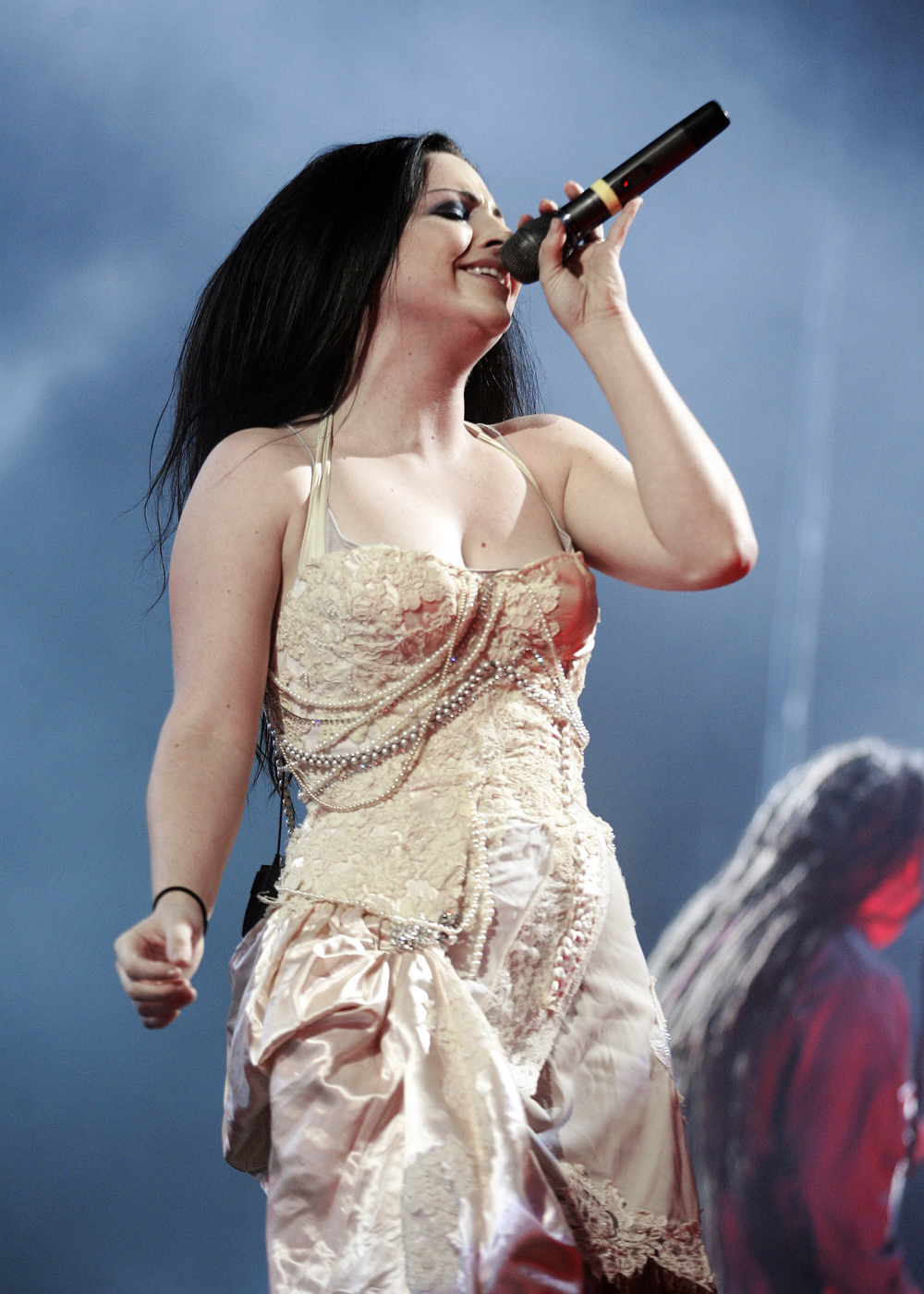
ファミリー・ヴァリューズ・ツアー (2007年)

2006年7月14日に、バンドのベーシストであるウィル・ボイドの脱退を発表した。脱退の理由として、「大規模なコンサート・ツアーへの苦痛」と「家族のそばに居たい」というのが理由とされる。ボーカリストのリーは「彼が幸せであることを祈っている」とコメントしている。2006年8月10日に、元レヴォリューション・スマイルのギタリストのティム・マッコードがベーシストとしてバンドに参加することが発表された。
アルバムに伴うツアーは、10月5日にカナダのトロントより始まり、アメリカとヨーロッパを回る。1月23日から日本ツアーを開始してなんばHatchを皮切りに、24日 Zepp Osaka、26日 Zepp Nagoya、28日 横浜BLITZ、30日、31日 Zepp Tokyoと回った後、オーストラリアへ飛び、2度目のアメリカ・ツアー。
休暇中の2007年5月4日・5日（アメリカ時間）に、ジョン・ルコンプとロッキー・グレイが解雇されたことが明らかになった。後任として現ダーク・ニュー・デイのウィル・ハント（ドラムス）とトロイ・マクローホーン（ギター）をツアー終了までのメンバーとしてツアーを再開、コーンらとともに「ファミリー・ヴァリューズ・ツアー 2007」を行った。

### エヴァネッセンス

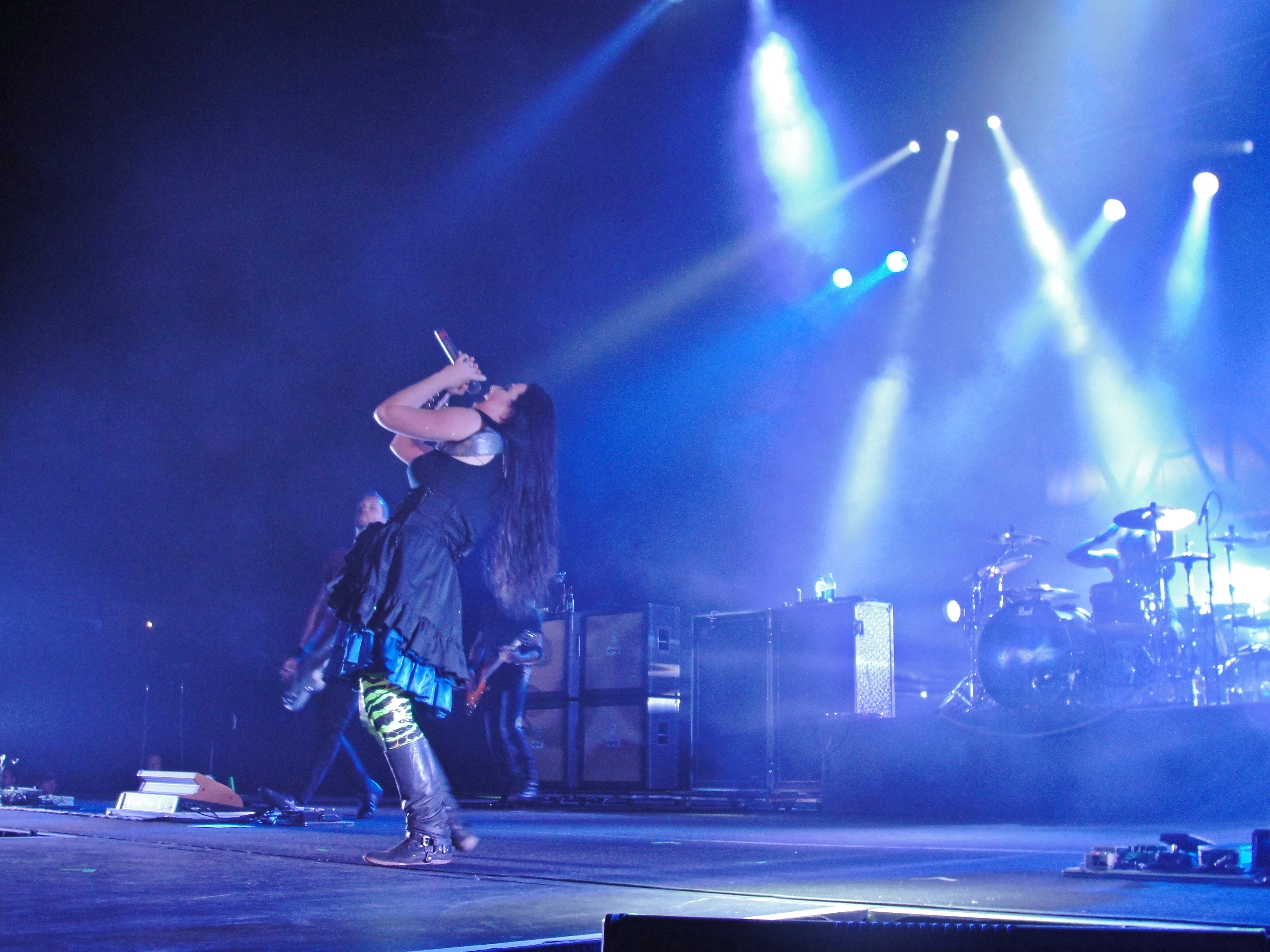
『エヴァネッセンス』ツアー (2012年)

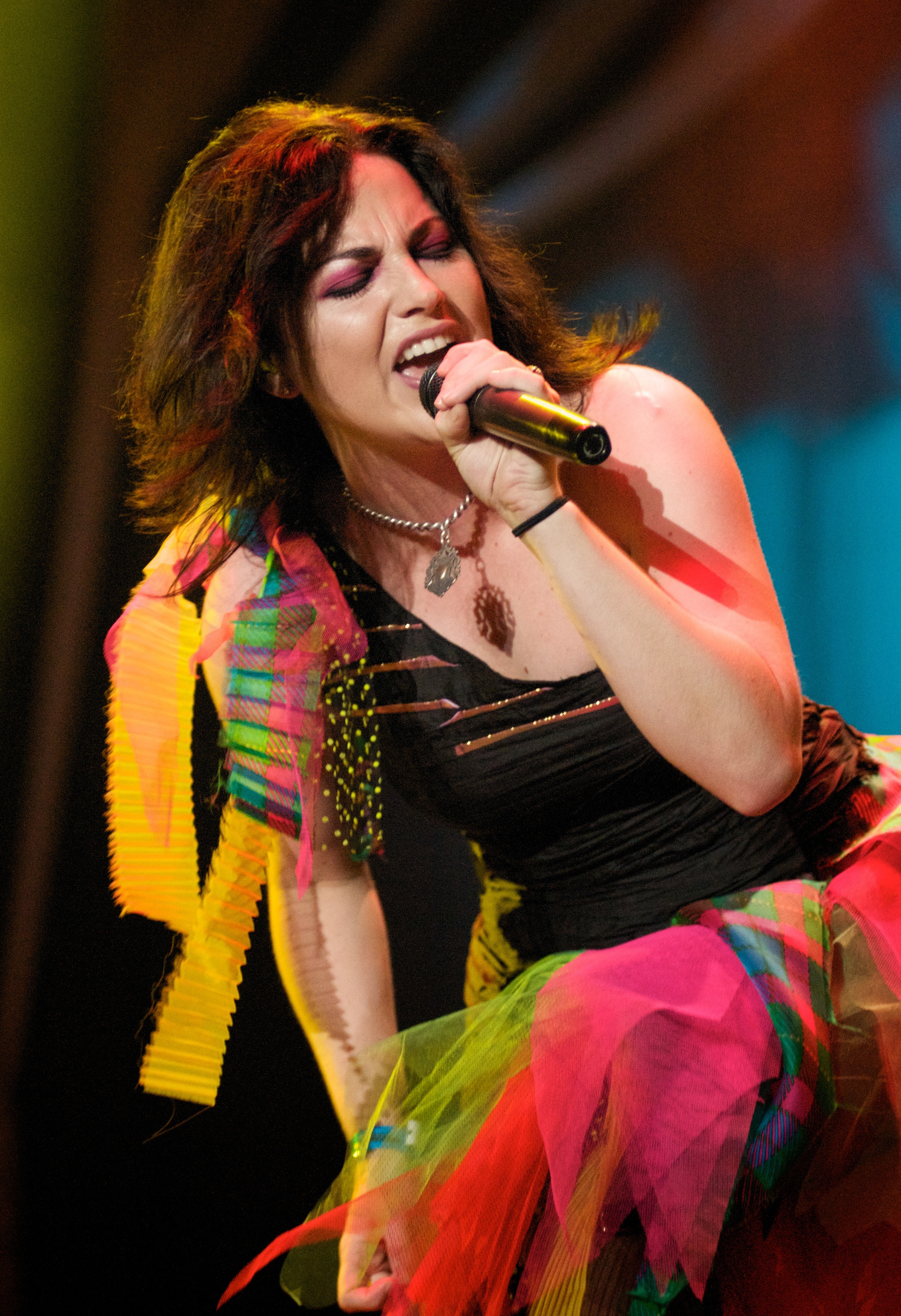
ブラジル公演 (2009年11月)

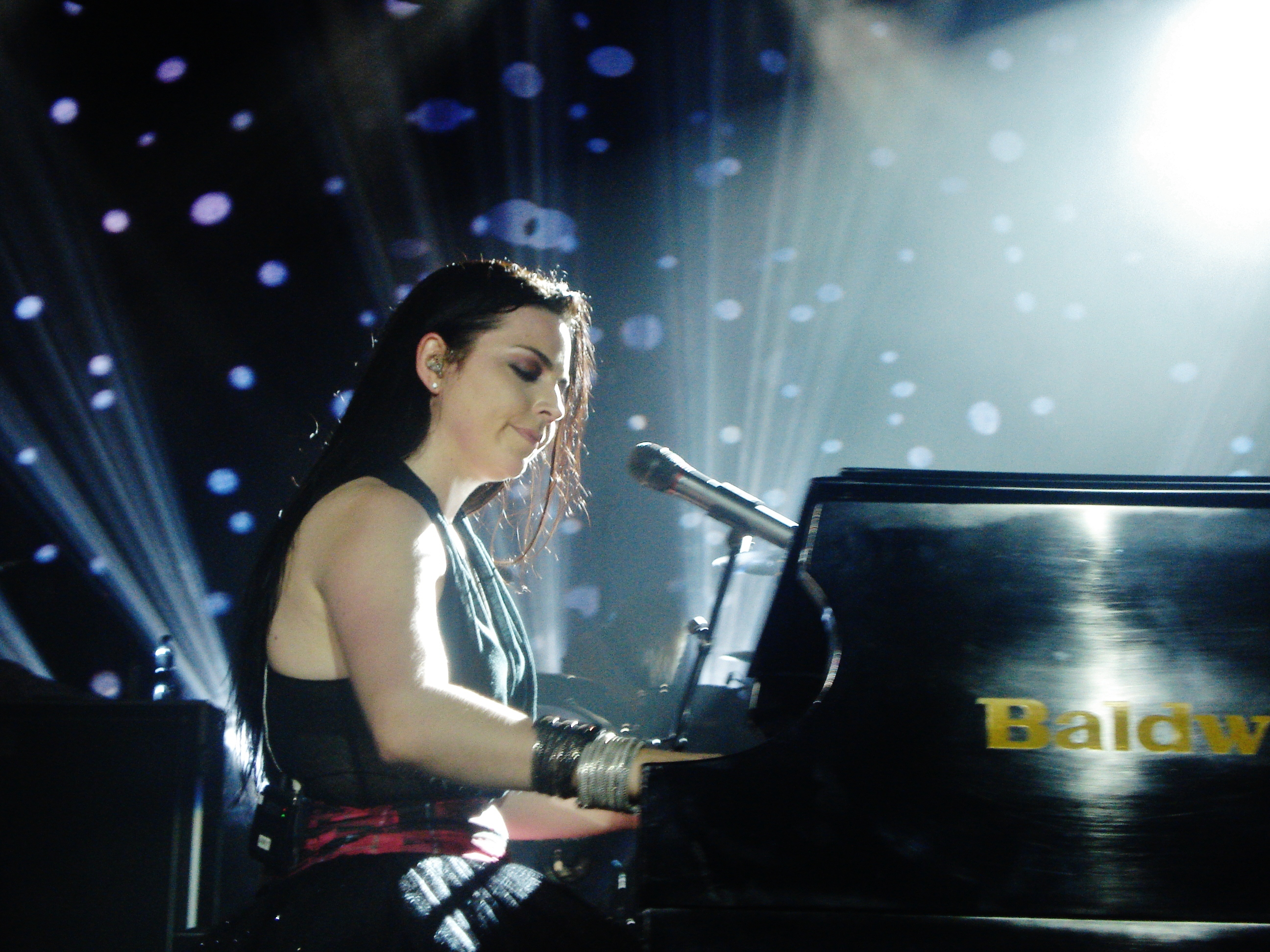
カナダ公演 (2011年10月)

2009年に、3人はライブ活動を開始し、2010年に入ると3rdアルバムリリースに向けてのレコーディングを開始した。レコーディングには、2007年のツアー・メンバーでもあったドラムスのウィル・ハントが参加している。レコーディング開始当時のプロデューサーは、スティーヴ・リリーホワイトだったが、後にフー・ファイターズやアリス・イン・チェインズなどを手がけたニック・ラスカリニクス（Nick Raskulinecz）に切り替えられた。2010年の夏・秋リリースに向けてレコーディングを進めていたが、エイミーが創作意欲に勤しむため一時スタジオを離れ休暇をとることを決断、その後結局アルバム・リリースは2011年まで延期することが決定した。
2011年4月にニックと再びレコーディングを開始することが発表され、また同年6月には、ウィル・ハントと共に2007年のツアーメンバーだったトロイ・マクローホーンがギタリストとして正式に加わることも発表された。
このアルバムに収録されている「Never Go Back」は、東日本大震災を受けて作られた曲である。
セルフタイトルの3rdアルバム『エヴァネッセンス』は、2011年10月に発売された。全米ビルボードアルバムチャート1位を獲得。2012年2月、約5年ぶりの来日ツアーを行う。8日 パシフィコ横浜国立大ホール、9日 Zepp Tokyo、10日 Zepp Nagoya、13日 Zepp Osakaで、オープニングアクトは東京・名古屋がDazzle Vision、横浜・大阪がPay money To my Pain。
2013年10月のレコード会社身売り騒動（所属アーティストの切り売り）から2014年7月エイミーの出産にかけ、エヴァネッセンスとしての活動休止を経て、2015年11月に米国ツアーおよび日本公演開催。13日 Marathon Music Works（Nashville）、15日 South Side Ballroom（Dallas）、17日 The Wiltern（Los Angeles）、21日 Ozzfest Japan（幕張メッセ）。
2015年8月7日、バンドの公式Facebookにてテリー・バルサモの脱退を発表。後任に、ドイツのフォーク・メタルバンド・エクリブリウムのベーシスト、ジェン・マジューラがギタリストとして加入した。
2022年5月、バンドが公式サイトにてギターのジェン・マジューラが脱退したと発表。翌日、ベースのティム・マッコードのギタリスト転向と、新たにシック・パピーズのエマ・アンザイをベーシストとして迎えたことを発表。

## メンバー

### 現メンバー
- エイミー・リー (Amy Lee) - ボーカル、ピアノ （1998年 - ）
1981年12月13日生まれ、アメリカ人女性。唯一の結成メンバー。
- ティム・マッコード (Tim McCord) - ベース （2006年8月 -　2022年5月）、ギター（2022年5月 - ）
1979年6月28日生まれ、アメリカ人男性。加入前はThe Revolution Smileのギタリスト（2000年-2004年）として知られた。2014年、日本のBrave Wave Productionsが企画し全世界発売したアルバム『IN FLUX』に参加している[8]。
- トロイ・マクローホーン (Troy McLawhorn) - ギター （2007年5月 - 2007年12月、2011年 - ）
1968年11月4日生まれ、アメリカ人男性。Still Rainでデビュー後、doubleDrive（1996–2003）、Dark New Day（2004-2008）を経て、2004年にエイミーを招いて『Broken』を発表しているSeether (2008–2011)での経歴がある。
- ウィル・ハント (Will Hunt) - ドラムス （2007年5月 - 2007年12月、2009年 -）
1971年9月5日生まれ、アメリカ人男性。出生名はWilliam Martin Hunt。Skrape（1990年代-2004年）でデビュー後、Dark New Day（2004年-2008年）に加入し、2012年の再結成にも参加した（トロイは不参加）。2007年にはライブ・メンバーとしてエヴァネッセンスに参加し、2009年のイベント出演時に再度参加、2010年2月から正式加入。一方2010年2月、Black Label Societyに加入しアルバム『Order Of The Black』に参加するが、『エヴァネッセンス』レコーディングのため脱退。2013年、Deviceのライブ・メンバーとして加入（現在活動休止中）、同2013年、White Noise Owlに加入。2014年にはイタリア人シンガーVasco Rossiのライブ・メンバーとしてツアーに参加した。
- エマ・アンザイ（Emma Anzai) - ベース（2022年5月 - )
1981年春、シンガポール生まれ、女性[9]。父親が日本人で、幼少期を日本で過ごす[9]。オーストラリア人[10]。シック・パピーズでもベースを担当している。2022年5月23日、マッコードがベース担当からギター担当に変更となることと同時に、新ベーシストとしての加入が発表された[7]。

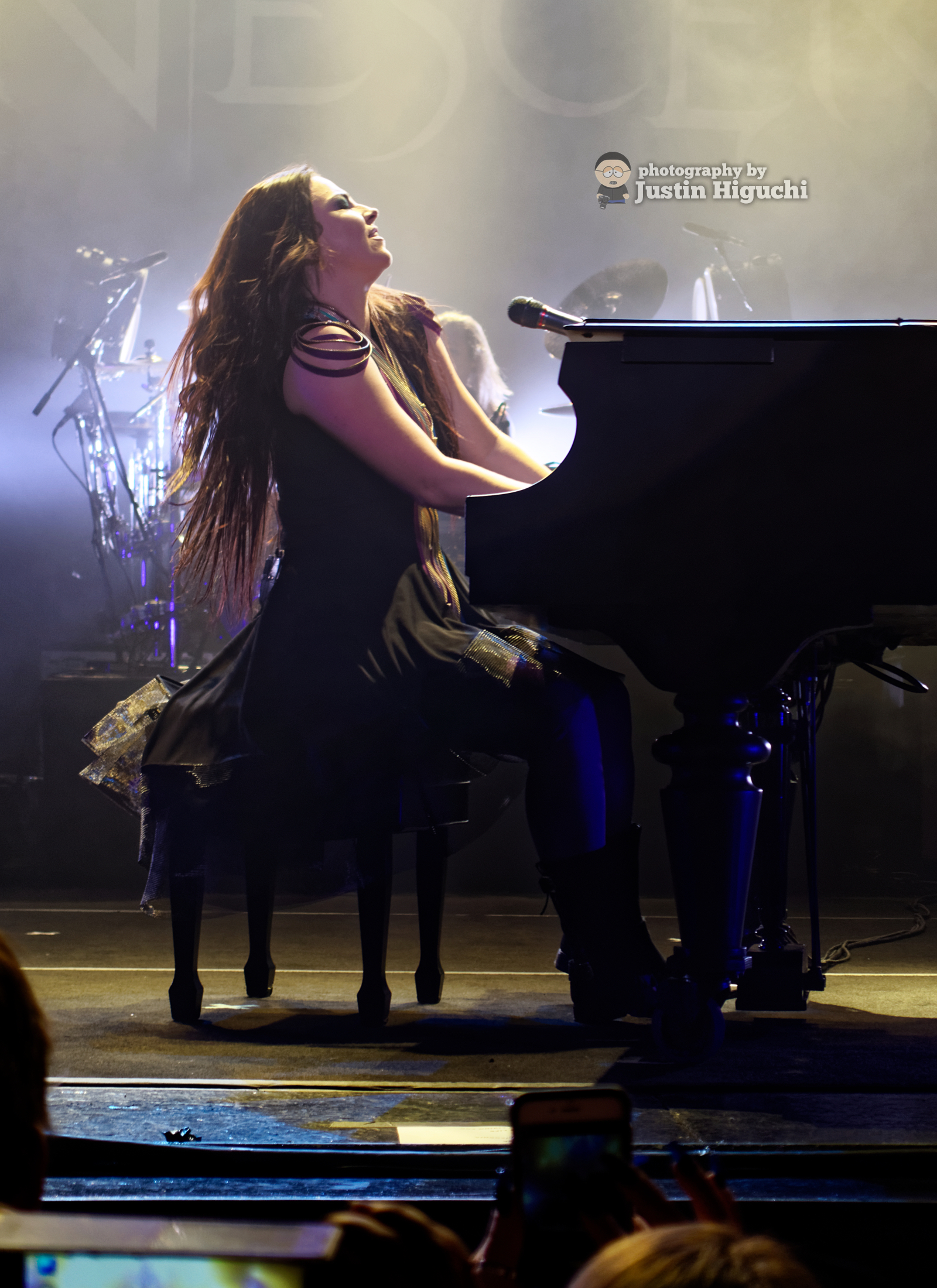
エイミー・リー(Vo/P) 2015年
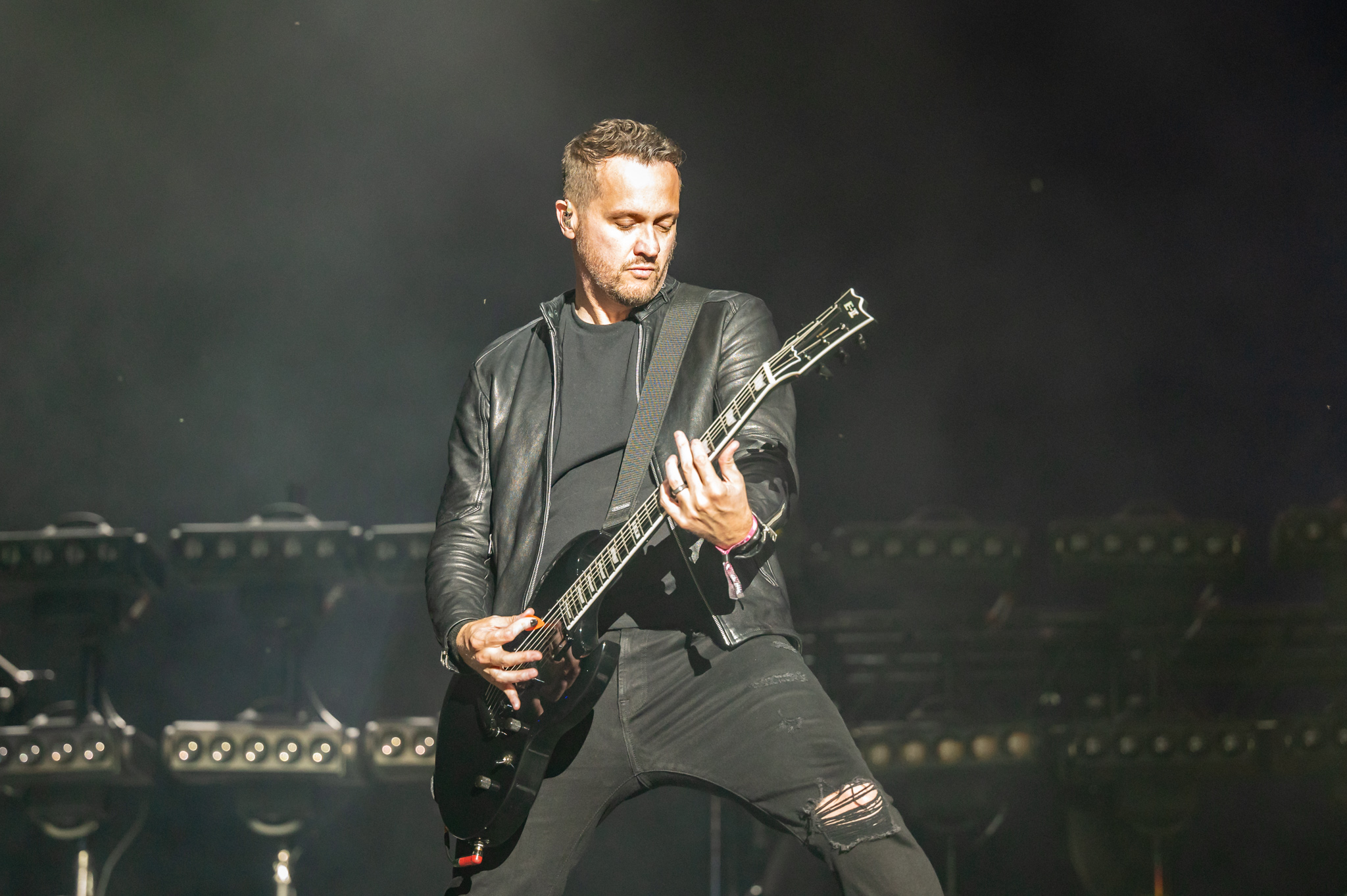
ティム・マッコード(G) 2023年
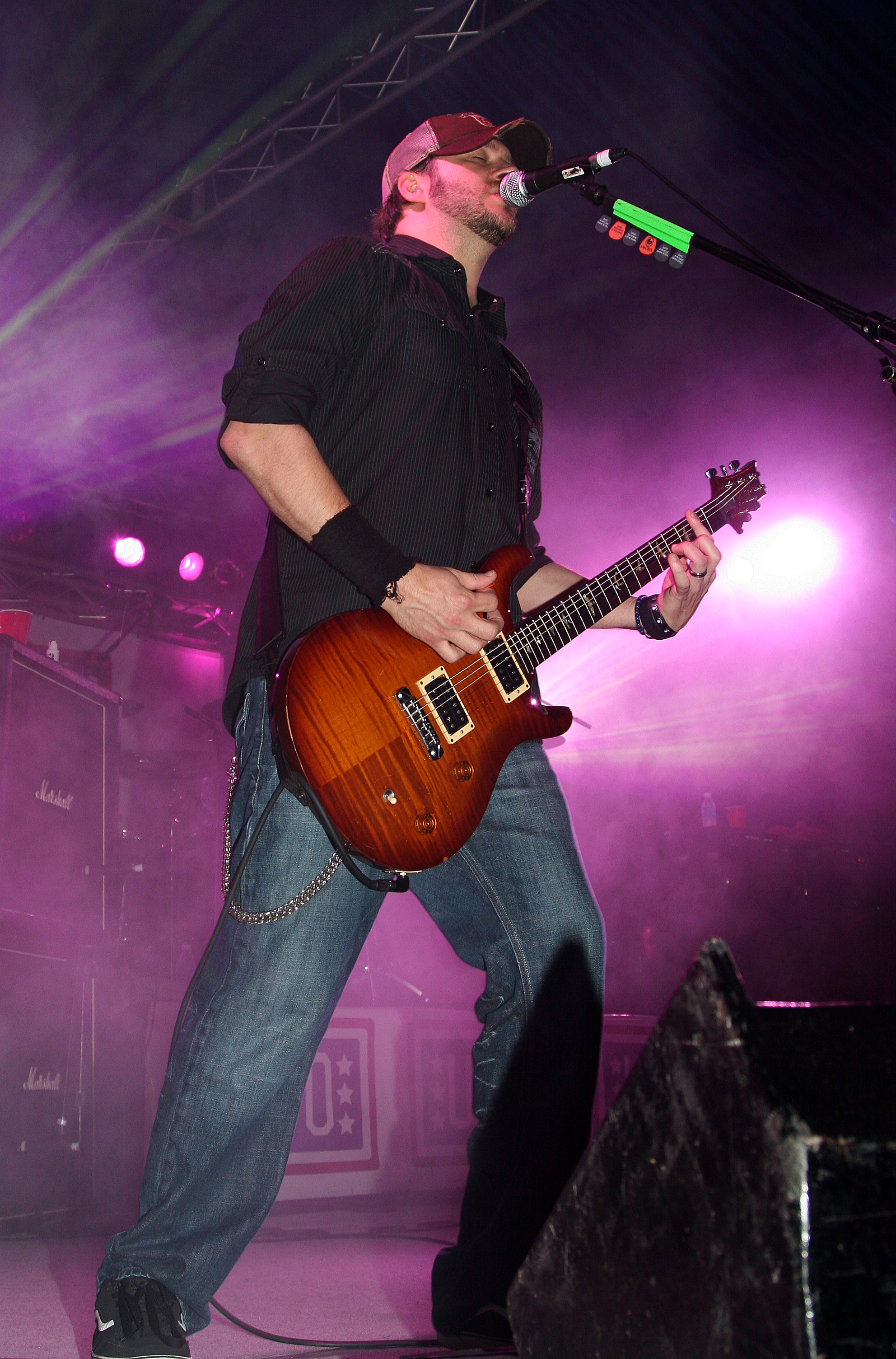
トロイ・マクローホーン(G) 2009年
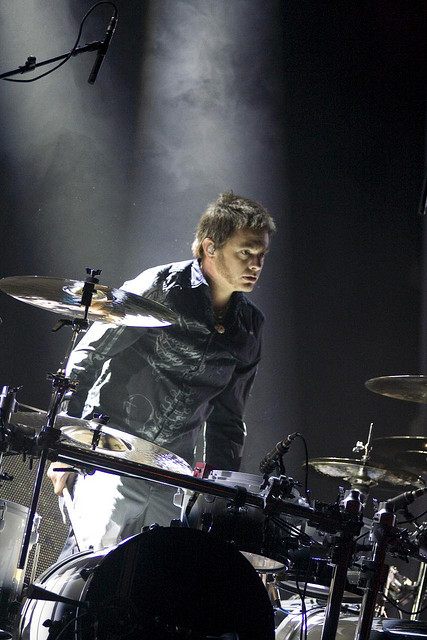
ウィル・ハント(Ds) 2012年
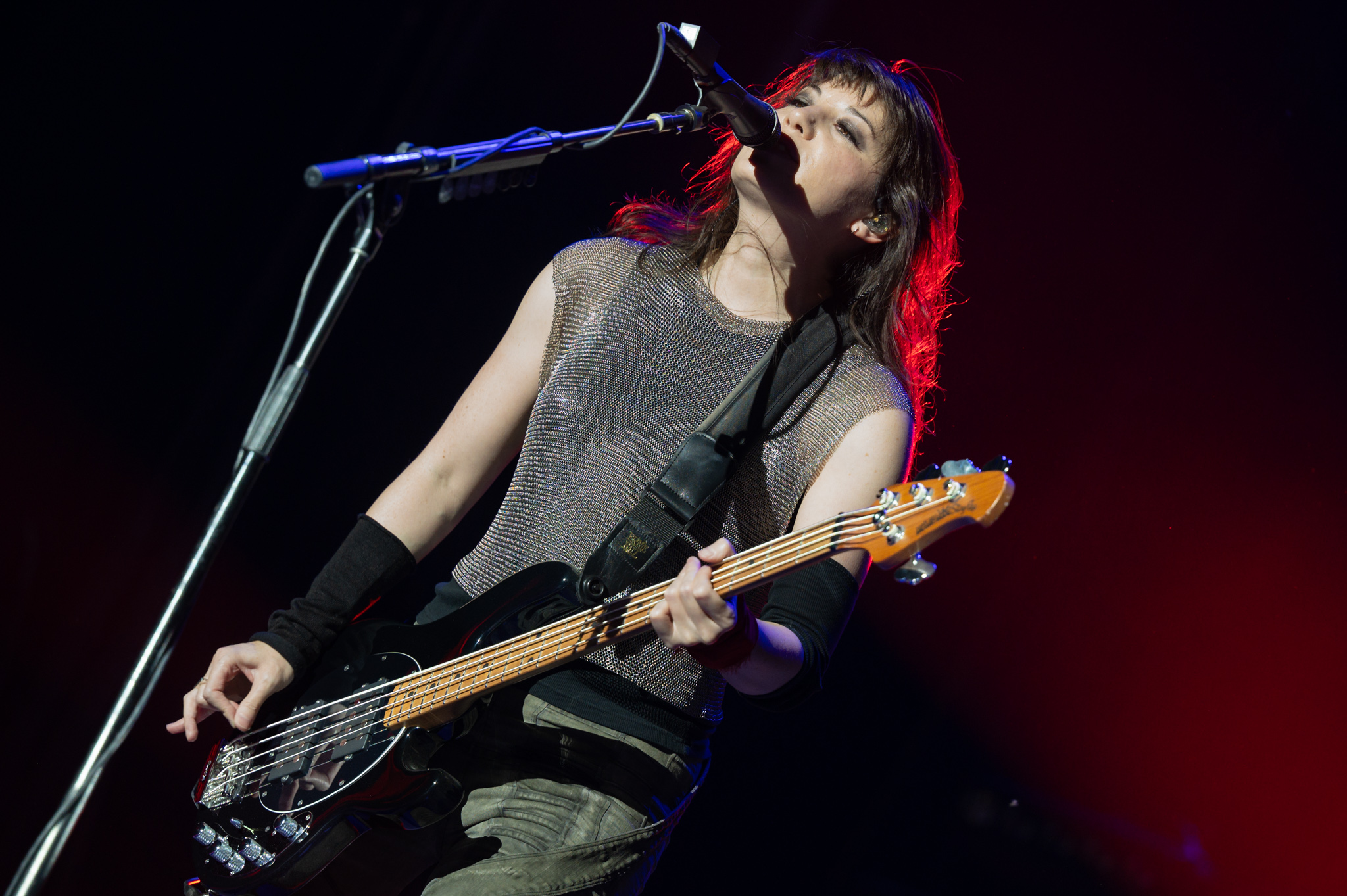
エマ・アンザイ(B) 2023年

### 旧メンバー

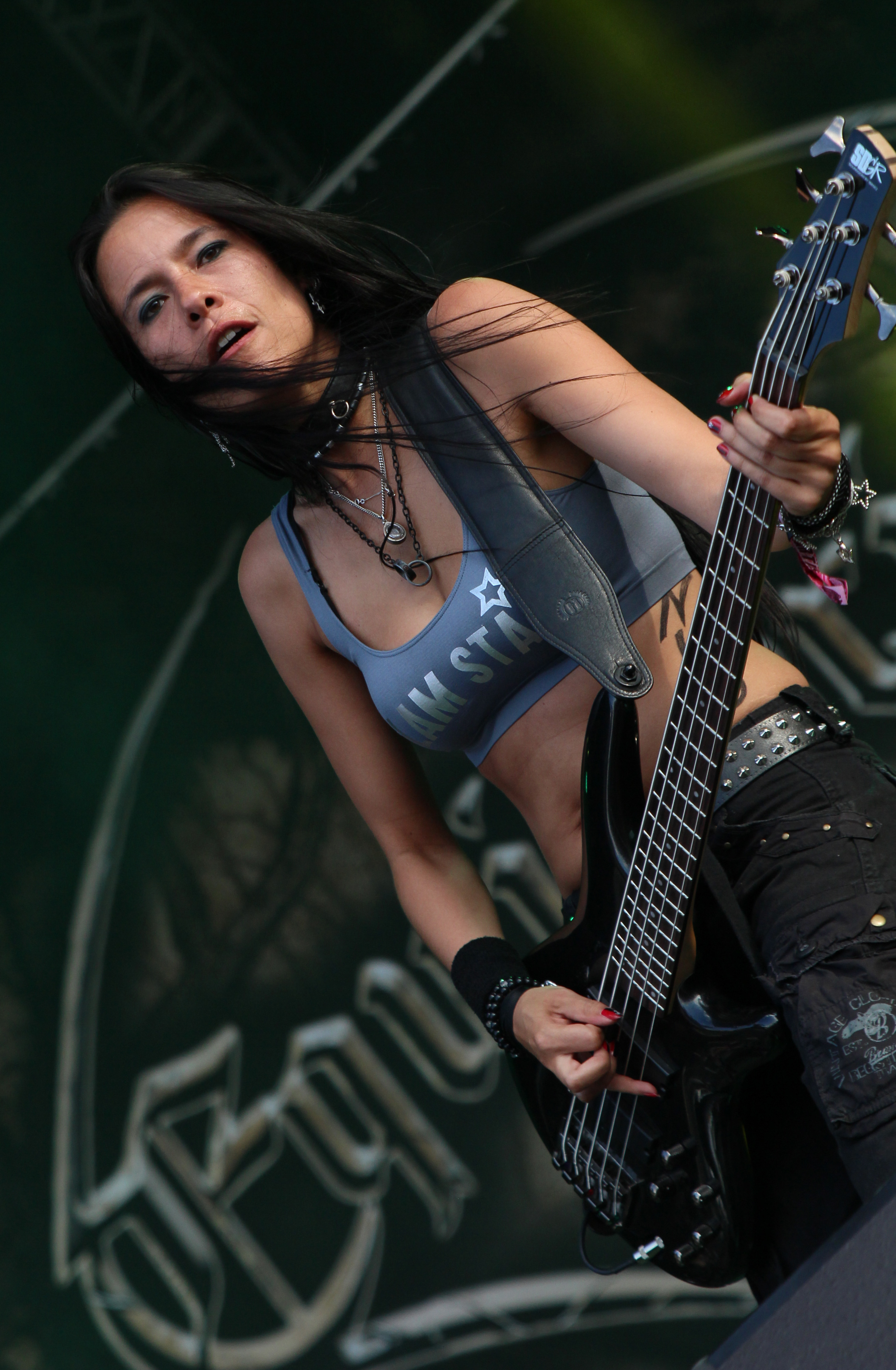
ジェン・マジューラ(G) 2014年

- デヴィッド・ホッジス (David Hodges) - キーボード、ボーカル （1999年 - 2002年9月）
- ベン・ムーディー (Ben Moody) - ギター （1998年 - 2003年）
- ウィル・ボイド (Will Boyd) - ベース （2003年 - 2006年6月）
- ジョン・ルコンプ (John LeCompt) - ギター （2002年 - 2007年5月）
- ロッキー・グレイ (Rocky Gray) - ドラムス （2002年 - 2007年5月）
- テリー・バルサモ (Terry Balsamo) - ギター （2003年11月 - 2015年8月）
- ジェン・マジェーラ (Jen Majura) - ギター（2015年8月 - 2022年5月)

### セッション・ライブ・ミュージシャン
- フランシスコ・ディコスモ (Francesco DiCosmo) - ベース （2003年）
- ジョシュ・フリース (Josh Freese) - ドラムス （2003年）

## ディスコグラフィ

### アルバム
| 年   | タイトル                              | アルバム詳細                                                                                               | チャート最高位 | チャート最高位 | チャート最高位 | チャート最高位 | チャート最高位 | チャート最高位 | チャート最高位 | チャート最高位 | チャート最高位 | チャート最高位 | 認定 |
| 年   | US                                    | AUS | AUT            | CAN            | FRA            | GER            | NLD            | NZ             | SWI            | UK             |                |                | |
| ---- | ------------------------------------- | --- | -------------- | -------------- | -------------- | -------------- | -------------- | -------------- | -------------- | -------------- | -------------- | -------------- | --- |
| 2003 | フォールン Fallen                     | - 発売日: 2003年3月4日 - レーベル: Wind-up - フォーマット: CD, LP, digital download - 全米売上: 780万枚    | 3              | 1              | 1              | 1              | 2              | 2              | 2              | 2              | 2              | 1              | - US: 7× プラチナ - AUS: 6× プラチナ - AUT: プラチナ - CAN: 7× プラチナ - FRA: プラチナ - GER: 5× ゴールド - NVPI: プラチナ - NZ: 5× プラチナ - SWI: 2× プラチナ - UK: 4× プラチナ |
| 2006 | ザ・オープン・ドア The Open Door      | - 発売日: 2006年10月3日 - レーベル: Wind-up - フォーマット: CD, LP, digital download - 全米売上: 210万枚   | 1              | 1              | 2              | 2              | 2              | 1              | 2              | 2              | 1              | 2              | - US: 2× プラチナ - AUS: 2× プラチナ - AUT: ゴールド - CAN: 2× プラチナ - FRA: ゴールド - GER: ゴールド - NZ: プラチナ - SWI: プラチナ - UK: プラチナ                              |
| 2011 | エヴァネッセンス Evanescence          | - 発売日: 2011年10月11日 - レーベル: Wind-up - フォーマット: CD, LP, digital download - 全米売上: 42.1万枚 | 1              | 5              | 4              | 2              | 8              | 5              | 14             | 3              | 4              | 4              | - AUS: ゴールド - CAN: ゴールド - UK: ゴールド |
| 2017 | シンセシス Synthesis                  | - 発売日: 2017年11月10日 - レーベル: BMG - フォーマット: CD, LP, digital download - 全米売上: 3万枚        | 8              | 6              | 11             | 16             | 58             | 5              | 23             | 20             | 9              | 23             | |
| 2020 | ザ・ビター・トルース The Bitter Truth | 発売日: 2020                                                                                               |                |                |                |                |                |                |                |                |                |                | |

### ライブ・アルバム
- 『エニウエア・バット・ホーム』 - Anywhere But Home (2004年)
- 『シンセシス・ライヴ』 - SYNTHESIS LIVE (2018年)

### デモ・アルバム
- Origin (2000年)

### EP
- Evanescence EP (1998年)
- Sound Asleep/Whisper EP (1999年)
- Mystary EP (2003年)

### LP
- Complete Collection [12 inch Analog] (2016年)

アナログ盤の6枚組のBOXセット。今までの3枚のスタジオ・アルバムとデモ・アルバム『Origin』、B面曲と未発表曲を集めた『Lost Whispers』（『Origin』に収録されていた「Even In Death (2016 Version)」を収録）をセットにしたもの。『Lost Whispers』はサブスク購入もしくはSynthesisの限定版CDで入手可能。

### シングル
- "Bring Me To Life" (2003年)
- "Going Under" (2003年)
- "My Immortal" (2003年)
- "Everybody's Fool" (2004年)
- "Call Me When You're Sober" (2006年)
- "Lithium" (2007年)
- "Sweet Sacrifice" (2007年)
- "Good Enough" (2007年)
- "Together Again" (2010年)
- "What You Want" (2011年)
- "My Heart Is Broken" (2011年)
- "Lost In Paradise" (2012年)
- "Imperfection" (2017年)
- "Hi-Lo" (2018年)
- "The Chain (from Gears 5)" (2019年)
- "Wasted On You" (2020年)
- "The Game Is Over" (2020年)